# Convención Nacional Demócrata de 2004
La Convención Nacional Demócrata de 2004 fue una convención de nominación presidencial de los Estados Unidos, que tuvo lugar a desde el 26 de julio al 29 de julio de 2004 en el FleetCenter (actualmente TD Banknorth Garden), en Boston,  Massachusetts. La convención fue una de una serie de reuniones cuadrienales histórico del Partido Democrático con un enfoque primario en oficialmente designar al candidato a la presidencia y la adopción de un plataforma partidaria. El Gobernador de Nuevo México, Bill Richardson, fue presidente, mientras que la exasesora presidencial de Bill Clinton, Lottie Shackelford, se desempeñó como vicepresidenta.
En los momentos definitivos de la Convención Nacional Demócrata de 2004 se incluyeron discursos del presidente Barack Obama, nativo de Honolulu y exsenador del Senado de los Estados Unidos de  Illinois, y la confirmación de la nominación de John Kerry como el candidato a la Presidencia y de John Edwards como el candidato a la vicepresidencia. Ellos se enfrentaron a los titulares George W. Bush y Dick Cheney del Partido Republicano en las elecciones presidenciales de 2004.
La Convención Nacional Demócrata de 2004 marcó el fin formal de la activa temporada de elección primaria, a pesar de que todas las elecciones primarias significativas de los meses atrás habían terminado. Kerry y Edwards se enfrentaron a Carol Moseley-Braun, Wesley K. Clark, Howard B. Dean III, Richard A. "Dick" Gephardt, D. Robert Graham, Dennis J. Kucinich, Joseph I. Lieberman y Alfred Sharpton Jr. en las primarias.

## Presidente
Las votaciones de los delegados fueron las siguientes;
| Voto de la Convención Presidencial Demócrata de 2004 | Voto de la Convención Presidencial Demócrata de 2004 | Voto de la Convención Presidencial Demócrata de 2004 |
| Candidato                                            | Votos                                                | Porcentaje                                           |
| ---------------------------------------------------- | ---------------------------------------------------- | ---------------------------------------------------- |
| John Kerry                                           | 4,253                                                | 98.40%                                               |
| Dennis Kucinich                                      | 43                                                   | 0.99%                                                |
| Abstenciones                                         | 26                                                   | 0.60%                                                |
| Total                                                | 4,322                                                | 100.00%                                              |